# Campeonato Mundial de Voleibol Feminino de 1960
O Campeonato Mundial de Voleibol Feminino de 1960 foi a terceira edição do torneio organizado pela Federação Internacional de Voleibol (FIVB). Foi realizado no Brasil de 28 de Outubro a 14 de Novembro de 1960. A União Soviética confirmou sua hegemonia ao conquistar o título pela terceira vez consecutiva. O Japão, estreante, ficou com o vice-campeonato e a seleção checoslovaca com a medalha de bronze.

## Equipes participantes
| Grupo A                               | Grupo B                                      | Grupo C                                 |
| ------------------------------------- | -------------------------------------------- | --------------------------------------- |
| Argentina · Japão · Polônia · Uruguai | Alemanha Ocidental · Brasil · Estados Unidos | Checoslováquia · Peru · União Soviética |

## Classificação final
1. União Soviética
2. Japão
3. Polônia
4. Checoslováquia
5. Brasil
6. Estados Unidos
7. Peru
8. Argentina
9. Uruguai
10. Alemanha Ocidental

## Premiação
| Campeonato Mundial de Voleibol Feminino de 1960 |
| Campeão                                         |
| ----------------------------------------------- |
| União Soviética 3º Título                       |